# يو كيمورا
يو كيمورا (باليابانية: 木村 裕) (مواليد 3 يونيو 1994)، هو لاعب كرة قدم ياباني سابق كان يلعب كمهاجم.

## وصلات خارجية
- يو كيمورا على موقع رابطة كرة القدم اليابانية للمحترفين (اليابانية)
- يو كيمورا على موقع قاعدة بيانات كرة القدم.إي يو (الإنجليزية)
- يو كيمورا على موقع Soccerway.com (الإنجليزية)
- يو كيمورا على موقع عالم كرة القدم.نت (الإنجليزية)